# Taka-onna

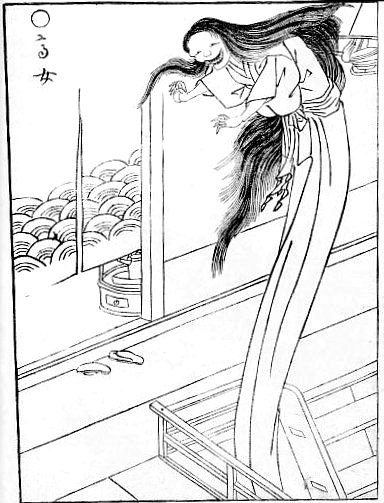
Die Taka-onna, wie sie in Sekiens Gazu Hyakki Yagyō von 1776 erscheint.

Taka-onna (たかおんな; wörtl. „Turmhohe Frau“), auch als Takajo (高女; „Lange Frau“) bekannt, ist der Name eines fiktiven Wesens der japanischen Folklore. Es handelt sich um einen weiblichen Yōkai, der einen launischen Charakter aufweisen soll.

## Beschreibung
Die Taka-onna soll die meiste Zeit als eher bescheidene, fast unscheinbare junge Frau erscheinen. Sie hält sich vorgeblich bevorzugt in Rotlichtvierteln und Bordellen auf. Normalerweise soll sie lediglich dadurch auffallen, dass sie gerne heimlich Liebende beim Akt beobachtet. Wird sie ertappt und zur Rede gestellt, zeigt sie sich in ihrer wahren Gestalt als grotesk überhohe Frau mit fast schlangengleichem Körper. Andere Take-onna sollen Liebenden oder Freiern nachsteigen, sie wüst beschimpfen und durch die Viertel jagen. Physische Attacken sollen allerdings nur äußerst selten vorkommen. Bei der Take-onna handelt es sich um einen weiblichen Dämon, der aus Neid und Eifersucht handelt und als Mensch zu Lebzeiten von Freiern schlecht behandelt und/oder geschmäht wurde. Enttäuscht und sexuell frustriert steigert sich die Frau in Rachegelüste hinein, bis sie dämonische Züge annimmt und nach ihrem Tod zum Yōkai wird.

## Hintergründe
Erwähnt und bildlich festgehalten wurde die Taka-onna um 1776 in Toriyama Sekiens Werk Gazu Hyakki Yagyō (画図百鬼夜行; Bilderbuch der Nachtparade der 100 Dämonen). Auch wenn Sekiens Abbildung zu den gängigen Beschreibungen einer Taka-onna passt, ist fraglich, ob er sich tatsächlich von den Spukgeschichten aus Rotlichtvierteln hat inspirieren lassen, denn außer dem Namen des Wesens hat Sekien seiner Zeichnung merkwürdigerweise keine Notiz beigefügt.
Die Taka-onna wird dem Genre der rachsüchtigen Geisterfrau zugeordnet. Sie fällt damit in dieselbe Kategorie wie andere, bekannte Dämonenfrauen, wie zum Beispiel die Kuchisake-onna, die Hone-onna und die Kerakera-onna. Wie auch die drei vorgenannten Wesen, gehört die Kerakera-onna zu jenen weiblichen Yōkai, die vorgeblich besonders Rotlichtviertel heimsuchen sollen. Gerüchte und Anekdoten um rachsüchtige Geisterfrauen erfreuten sich besonders im 18. Jahrhundert während der Edo-Zeit und der Meiji-Zeit in sogenannten Yūkaku (遊廓), lizenzierten und damit legalen Rotlichtvierteln, großer Beliebtheit.